# 黄强辉
黄强辉（1930年—），祖籍福建厦门，出生于印度尼西亚，中国举重运动员、教练员。1984年，他被评为新中国成立35年来杰出教练员。1989年，被评为建国40年以来杰出教练员。曾任中国举重协会副主席、亚洲举重联合会副主席，第五届。第六届、第七届全国政协委员。